# Пшемишъл
Пшѐмишъл (на полски: Przemyśl; на украински: Перемишль) е град в Югоизточна Полша, Подкарпатско войводство. Административно е обособен в отделен градски окръг в площ 46,17 km2.
Също така е административен център на Пшемишълски окръг и на Пшемишълска община, без да е част от тях.

## География
Градът се намира в историческата област Червена Рус. Разположен е край река Сан на няколко километра от границата с Украйна.

## Население
Според данни от полската Централна статистическа служба, към 1 януари 2014 г. населението на града възлиза на 63 638 души. Гъстотата е 1 378 души/км2.

## Фотогалерия
- Пшемишъл в началото на XX век
- Замък „Кажимежовски“
- Железопътна гара
- Дворец „Любомирски“